# Gondang Rejo
Gondang Rejo is een bestuurslaag in het regentschap Pasuruan van de provincie Oost-Java, Indonesië. Gondang Rejo telt 2882 inwoners (volkstelling 2010).